# Macrodorcas elegantula
Macrodorcas elegantula es una especie de coleóptero de la familia Lucanidae. Presenta las siguientes subespecies: M. e. xis, M. e. elegantula y
M. e. rufa.

## Distribución geográfica
Habita en Java (Indonesia).